# 372
372 foi um ano bissexto do século IV que teve início a um domingo e terminou a uma segunda-feira, segundo o Calendário Juliano. as suas letras dominicais foram A e G.
| Ano completo                       |
| ---------------------------------- |
| Ano bissexto com início ao domingo |

## Eventos

### Extremo Oriente
- O budismo é introduzido na Coreia.